# Ángeles (Mellid)
Ángeles (llamada oficialmente Santa María dos Ánxeles) es una parroquia del municipio de Mellid, en la provincia de La Coruña, Galicia, España.

## Entidades de población
Entidades de población que forman parte de la parroquia:
- Castiñeiro (O Castiñeiro)
- Corbelle (Corvelle)
- Forte Novo (O Forte Novo)
- Forte Vello (O Forte Vello)
- Garceiras
- O Campiño
- O Ribeiro
- Os Ánxeles
- Penacova
- Rañadoiro (O Rañadoiro)
- Teixín
- Vilanova

## Despoblado
- O Mascaño

## Demografía
| Gráfica de evolución demográfica de Ángeles de Boente entre 2000 y 2018 |
|                                                                         |
| Población de derecho según el padrón municipal del INE                  |